# Deià
Deià (← catalană, spaniolă Deyá) este un municipiu în insula Mallorca, Insulele Baleare, Spania.